# Pterostichus microps
Pterostichus microps es una especie de escarabajo terrestre del género Pterostichus, categorizada en la tribu Pterostichini, de la subfamilia Harpalinae. Fue descrita por Heyden en 1887.

## Distribución
Se distribuye por Europa: Rusia.